# Сфорца, Федерико
Федерико Сфорца (итал. Federico Sforza; 20 января 1603, Рим, Папская область — 24 мая 1676, там же) — итальянский куриальный кардинал. Вице-легат в Авиньоне с 1 января 1637 по 6 марта 1645. Про-камерленго Святой Римской Церкви с 27 сентября 1645 по 12 июля 1653. Епископ Римини с 19 ноября 1646 по 26 июня 1656. Камерленго Священной Коллегии Кардиналов с 13 января 1659 по 12 января 1660. Епископ Тиволи с 28 января 1675 по 24 мая 1676. Кардинал-дьякон с 6 марта 1645, с титулярной диаконией Санти-Вито-Модесто-э-Крешенция с 10 июля 1645 по 26 июня 1656. Кардинал-священник с титулом церкви Санти-Сильвестро-э-Мартино-ай-Монти с 26 июня 1656 по 21 апреля 1659. Кардинал-священник с титулом церкви Сант-Анастазия с 21 апреля 1659 по 21 ноября 1661. Кардинал-священник с титулом церкви Сан-Пьетро-ин-Винколи с 21 ноября 1661 по 24 мая 1676.